# Зграда Гаје Адамовића
Зграда Гаје Адамовића подигнута је у првој половини 19. века у главној улици Зрењанина, улици краља Александра I Карађорђевића, у оквиру Старог градског језгра, као Просторно културно-историјске целине од великог значаја.
Kућу је подигао Гаја Адамовић, трговац, задужбинар и добротвор српског народа. Kао имућан и угледан грађанин, био је члан Матице српске и члан градског Сената. Након велике буне из 1848. године своју кућу у главној улици поклонио Српској православној црквеној општини са намером да у њој буде Српска девојачка основна школа, која је почела са радом 1855. године.
Кућа је грађанска једноспратна стамбена зграда са локалима у приземљу и становима на спрату, представник је класицистичке архитектуре која се огледа у једноставности композиције и равномерном ритну отвора, сведене употребе декоративних елемената. Једини преостали кибицфенстер у граду налази се на једном прозору ове куће. На спрату је централно постављен ризалит наглашен пиластрима са капителима. Прозори су између лизена, уоквирени равним шембранама.
У периоду између два Светска рата приземље је преобликовано отварањем великих излога. На благо назначеном централном ризалиту налазио се пространи ајнфорт пролаз са трокрилном капијом чији је већи део претворен у простор локала, а мањи у пешачки пролаз.